# Mina da Nogueirinha

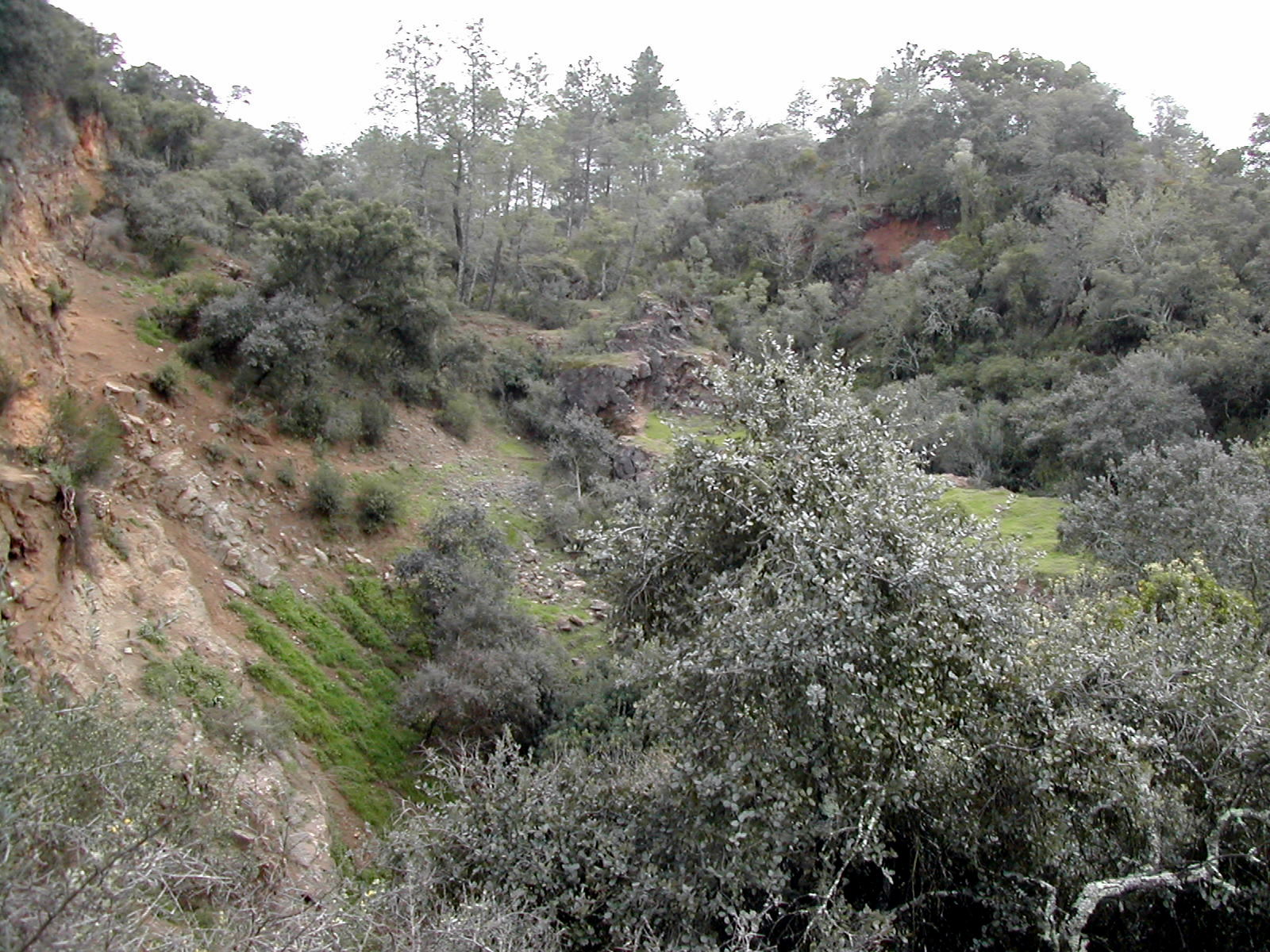
Corta Grande da Mina da Nogueirinha.

A Mina da Nogueirinha é uma antiga mina de ferro localizada na vertente sul da serra de Monfurado, na freguesia de Santiago do Escoural, município de Montemor-o-Novo.
A concessão de exploração de minério na mina da Nogueirinha data de 1873. Os trabalhos de lavra eram realizados a céu aberto, por meio de cortas, algumas com extensões de várias dezenas de metros e profundidades que chegavam aos 30m, e por galerias e poços. O transporte do minério era feito em vagonetas em linhas do tipo Decauville até ao cais de embarque.
A exploração da mina terá continuado durante as três primeiras décadas do século XX.

## Ramal ferroviário

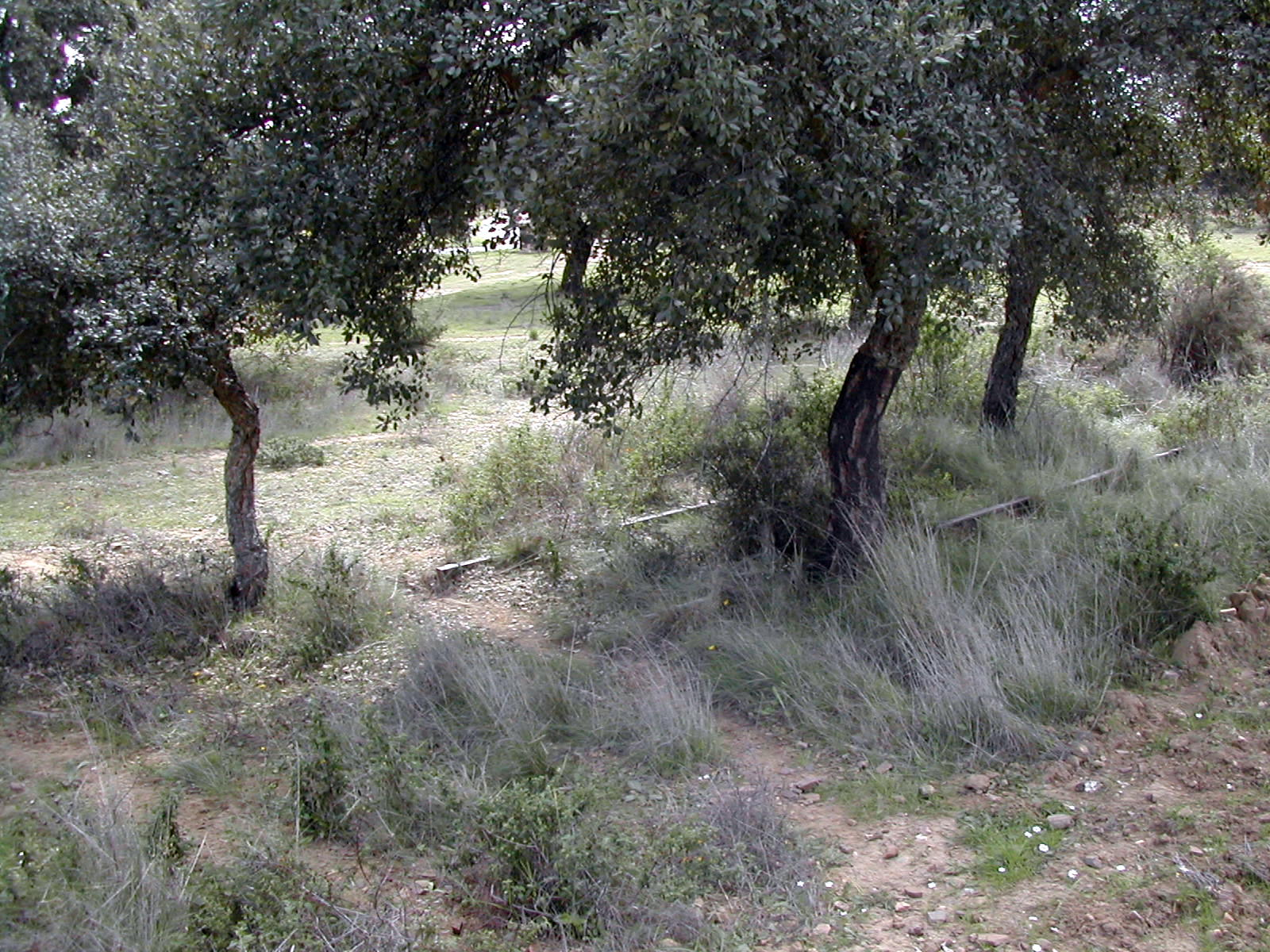
Vestígios da antiga linha de caminho-de-ferro.

A mina era servida por uma linha de caminho-de-ferro de bitola larga, que ligava à atual linha do Alentejo na estação de Casa Branca. As locomotivas utilizadas eram as da rede do Sul e Sueste.
No cais terminal era feito o depósito e embarque do minério da mina da Nogueirinha e de outras concessões vizinhas. O minério era transportado para o cais do Barreiro, de onde era exportado por barco com destino à indústria siderúrgica de países como o Reino Unido ou Estados Unidos.
A linha foi levantada com o fim da exploração da mina. Atualmente apenas restam uns poucos carris no troço inicial e final, travessas e antigos pontões encobertos pela densa vegetação. São ainda visíveis, junto da mina, as ruínas das edificações do cais de embarque do minério.